# Dorstenia afromontana
Dorstenia afromontana là một loài thực vật có hoa trong họ Moraceae. Loài này được R.E.Fr. mô tả khoa học đầu tiên năm 1924.